# Circuit intégré 7400

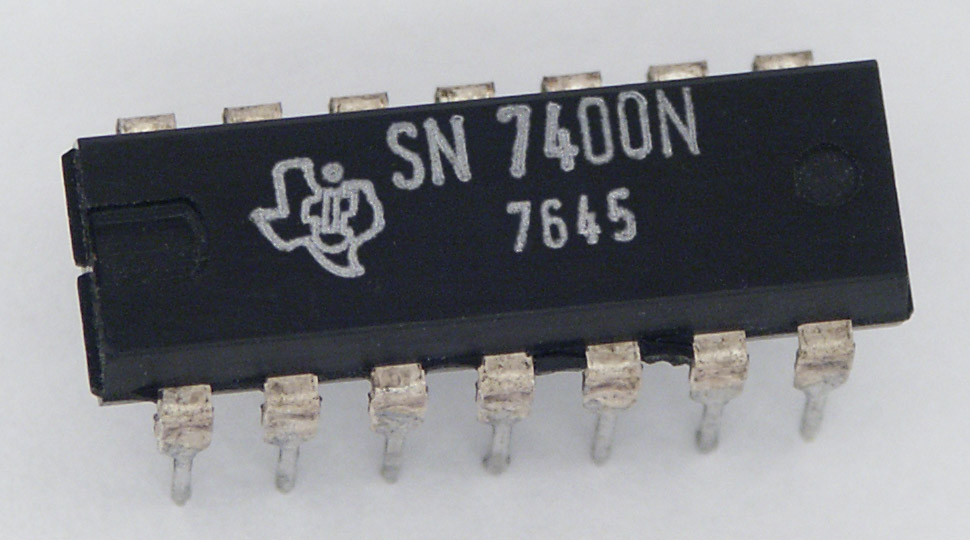
Circuit intégré 7400 (Texas Instruments SN7400N)

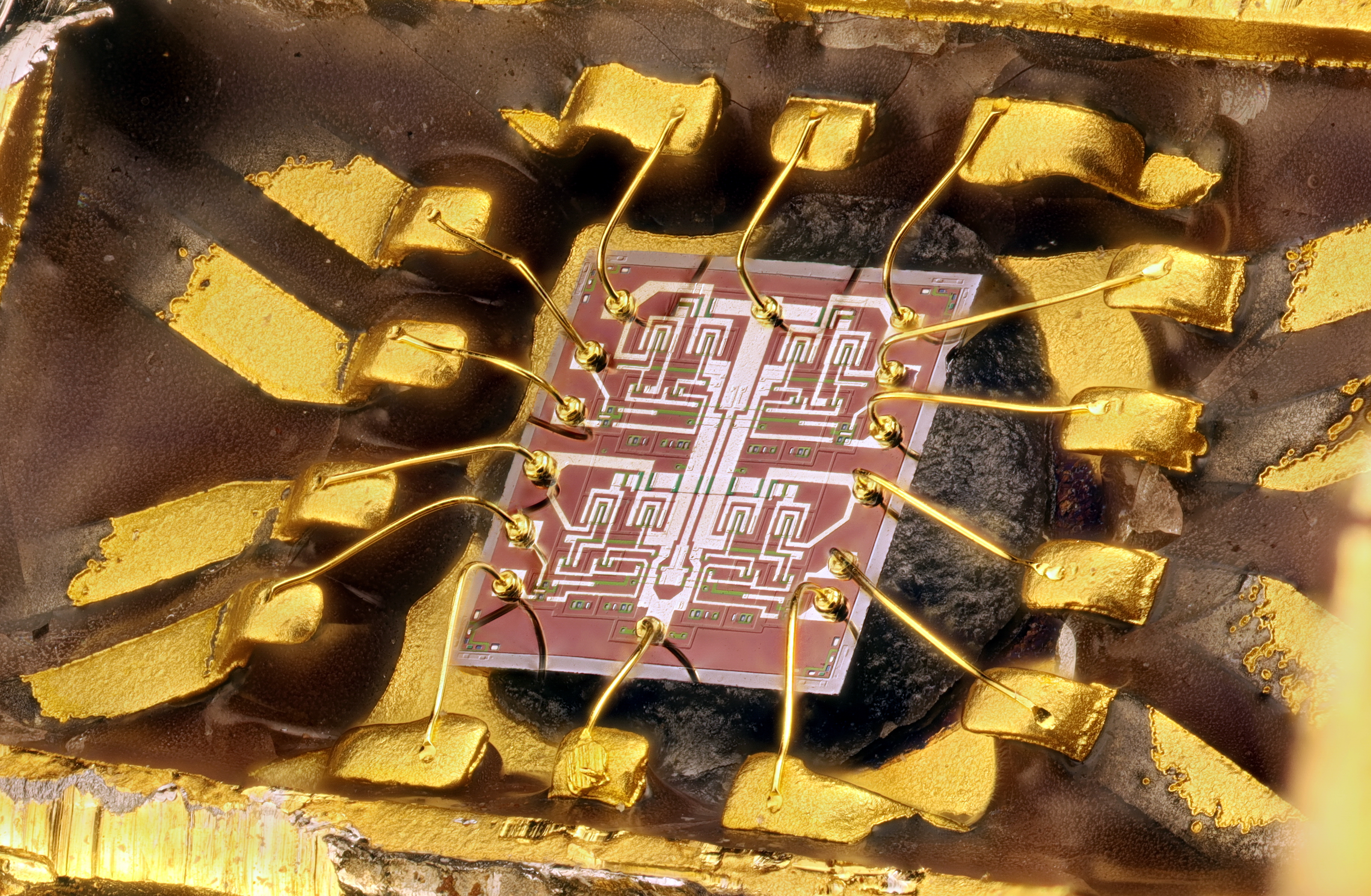
Die d'un Texas Instruments SN7400

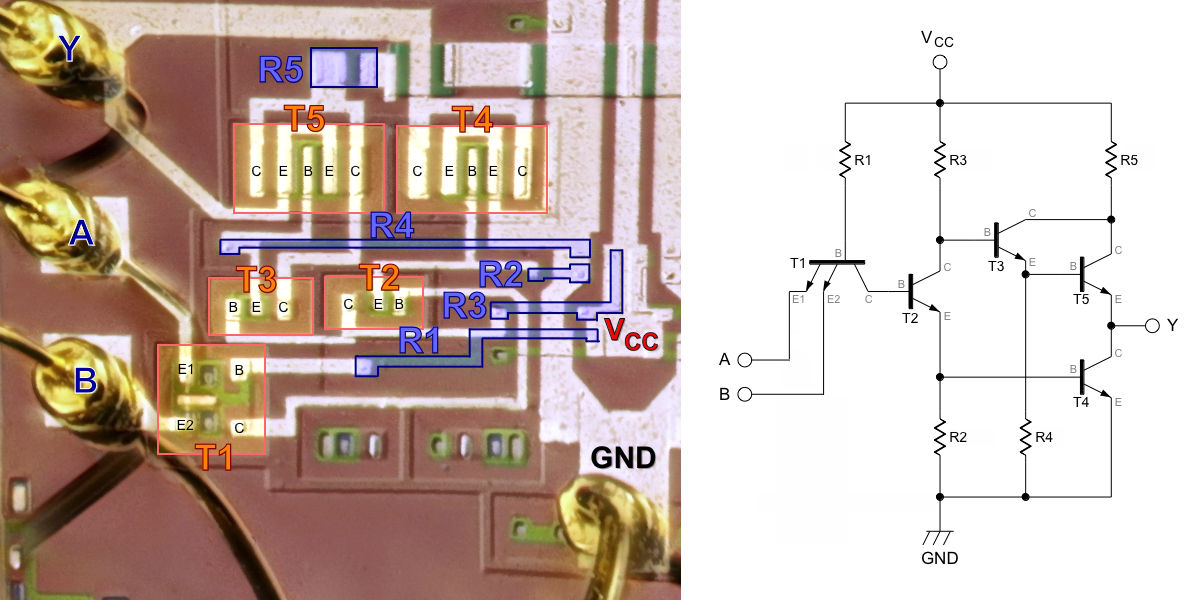
Repérage des transistors et des résistances du circuit d'une des portes logiques du die précédent, avec son schéma électronique

Le circuit intégré 7400 fait partie de la série des circuits intégrés 7400 utilisant la technique TTL.

Ce circuit est composé de quatre portes logiques indépendantes NON-ET à deux entrées.

## Brochage

Brochage des boîtiers DIP
(vue du dessus)

## Table de vérité
| Entrées | Entrées | Sortie |
| A       | B       | Y      |
| ------- | ------- | ------ |
| 0       | 0       | 1      |
| 0       | 1       | 1      |
| 1       | 0       | 1      |
| 1       | 1       | 0      |

## Schéma interne
La réalisation du circuit TTL 7400 varie en fonction de la série à laquelle il appartient (standard, L, S, LS, AS...). Chaque série présente des performances spécifiques (temps de propagation, consommation électrique, immunité au bruit, protections...) destinées à répondre à des besoins déterminés (rapidité de fonctionnement, autonomie, résistance à des perturbations et à des environnements agressifs...) tout en restant compatible avec les circuits TTL des autres séries. Pour une série donnée, la réalisation du circuit varie également d'un constructeur à l'autre et au gré des améliorations technologiques.

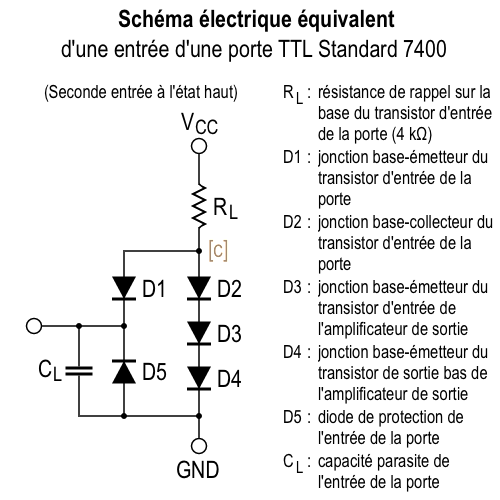
Schéma équivalent d'une l'entrée d'une porte TTL Standard SN7400 (d'après Texas Instruments), les autres entrées étant à l'état haut. La tension d'avalanche de la jonction D1 limite la tension d'entrée à moins de 6V.
Ce schéma est repris dans les circuits de test des sorties totem-pole.

Les différentes variantes du circuit partagent la même architecture globale, à savoir :
- la mise en œuvre de transistors bipolaires saturés
- un opérateur logique ET à deux entrées (A et B) réalisé à l'aide de deux jonctions P-N reliées par leur anode à une résistance de rappel à VCC ; le niveau de tension au point commun à ces anodes et à la résistance de rappel (point [c]† dans l'illustration ci-contre) est représentatif du résultat logique de l'opération ET
- un amplificateur inverseur de type push-pull ("totem-pole") qui inverse le résultat logique précédent (opérateur NON) et produit sur la sortie (Y) une tension conforme au niveau TTL correspondant.

† Remarque : on trouve deux ou trois jonctions P-N en série (dont deux appartenant à l'amplificateur) entre le point [c] et la masse (GND) et une seule jonction P-N entre le point [c] et chaque entrée. Ces jonctions P-N présentant des tensions de seuil relativement faibles, cette configuration limite fortement la tension de basculement de la porte logique et, par conséquent, les tensions qui définissent les états logiques (état bas au-dessous de 0,8 V, état haut au-dessus de 2 V). Par ailleurs, l'application d'un niveau logique haut sur une entrée entraînant le blocage de la jonction P-N qui y est reliée, le courant d'entrée (statique) à l'état haut est quasiment nul (< 50 µA).

Différences de réalisation d'une porte 74LS00 (Low-power Schottky) entre les constructeurs et entre les références d'un même constructeur :
Schémas pour différentes séries :

## Caractéristiques
Les caractéristiques électriques dépendent de la série TTL considérée, mais elles restent basées sur une définition commune des niveaux logiques afin de garantir la compatibilité entre les circuits des différentes séries TTL.
Les valeurs suivantes sont données à titre indicatif, car elles sont susceptibles de varier légèrement d'un constructeur à l'autre. Néanmoins, elles sont représentatives des valeurs constatées chez les différents constructeurs pour les circuits TTL de référence générique 74x00 (ou 54x00 pour les séries militaires) appartenant à une même série.

### Tensions et courants
| Paramètre | Circuit | Circuit | Circuit  | Circuit  | Circuit | Circuit | Unité | Conditions                 |
| Paramètre | SN7400  | SN5400  | SN74LS00 | SN54LS00 | SN74S00 | SN54S00 | Unité | Conditions                 |
| --------- | ------- | ------- | -------- | -------- | ------- | ------- | ----- | -------------------------- |
| VCC(min)  | 4,75    | 4,5     | 4,75     | 4,5      | 4,75    | 4,5     | V     |                            |
| VCC(max)  | 5,25    | 5,5     | 5,25     | 5,5      | 5,25    | 5,5     | V     |                            |
| VIH       | 2       | 2       | 2        | 2        | 2       | 2       | V     |                            |
| VIL       | 0,8     | 0,8     | 0,8      | 0,7      | 0,8     | 0,8     | V     |                            |
| IOH       | -0,4    | -0,4    | -0,4     | -0,4     | -1      | -1      | mA    |                            |
| IOL       | 16      | 16      | 8        | 4        | 20      | 20      | mA    |                            |
| VOH       | 2,4     | 2,4     | 2,5      | 2,5      | 2,5     | 2,5     | V     | VCC=VCC(min) VI=VIL IO=IOH |
| VOL       | 0,4     | 0,4     | 0,5      | 0,4      | 0,5     | 0,5     | V     | VCC=VCC(min) VI=VIH IO=IOL |
| IIH       | 40      | 40      |          |          |         |         | µA    | VCC=VCC(max) VI=VOH        |
| IIH       |         |         | 20       | 20       | 50      | 50      | µA    | VCC=VCC(max) VI=2,7 V      |
| IIL       | -1,6    | -1,6    |          | -0,4     | -2      | -2      | mA    | VCC=VCC(max) VI=VOL        |
| IIL       |         |         | -0,4     |          |         |         | mA    | VCC=VCC(max) VI=0,4 V      |

(D'après Texas Instruments.)

| Notes : |
| --- |
| VCC : tension d'alimentation VI : tension d'entrée VIH : tension d'entrée minimale au niveau haut VIL : tension d'entrée maximale au niveau bas IO : courant de sortie IOH : courant de sortie maximal au niveau haut IOL : courant de sortie maximal au niveau bas VOH : tension de sortie minimale au niveau haut VOL : tension de sortie maximale niveau bas II : courant d'entrée IIH : courant d'entrée maximal au niveau haut IIL : courant d'entrée maximal au niveau bas |

### Temps de propagation
- D'après Fairchild Semiconductor[6] :

| Porte TTL  | 54/7400           | 54/7400           | 54/74H00          | 54/74H00          | 54/74S00          | 54/74S00          | 54/74LS00  | 54/74LS00  | Unité |
| Valeurs    | min.              | max.              | min.              | max.              | min.              | max.              | min.       | max.       | Unité |
| ---------- | ----------------- | ----------------- | ----------------- | ----------------- | ----------------- | ----------------- | ---------- | ---------- | ----- |
| tPHL       | –                 | 15                | –                 | 10                | 2.0               | 4.5               | –          | 10         | ns    |
| tPLH       | –                 | 22                | –                 | 10                | 2.0               | 4.5               | –          | 10         | ns    |
| Conditions | CL=15 pF RL=400 Ω | CL=15 pF RL=400 Ω | CL=15 pF RL=280 Ω | CL=15 pF RL=280 Ω | CL=15 pF RL=280 Ω | CL=15 pF RL=280 Ω | CL=15 pF – | CL=15 pF – |       |

- D'après Texas Instruments[1],[2] :

| Porte TTL  | SN54/7400         | SN54/7400         | SN54/74H00        | SN54/74H00        | SN54L00          | SN54L00          | SN54/74S00        | SN54/74S00        | SN54/74LS00      | SN54/74LS00      | Unité |
| Valeurs    | typ.              | max.              | typ.              | max.              | typ.             | max.             | typ.              | max.              | typ.             | max.             | Unité |
| ---------- | ----------------- | ----------------- | ----------------- | ----------------- | ---------------- | ---------------- | ----------------- | ----------------- | ---------------- | ---------------- | ----- |
| tPHL       | 7                 | 15                | 6,2               | 11                | 35               | 60               | 3                 | 5                 | 10               | 15               | ns    |
| tPLH       | 11                | 22                | 6,8               | 11                | 50               | 90               | 3                 | 4.5               | 9                | 15               | ns    |
| Conditions | CL=15 pF RL=400 Ω | CL=15 pF RL=400 Ω | CL=25 pF RL=280 Ω | CL=25 pF RL=280 Ω | CL=50 pF RL=4 kΩ | CL=50 pF RL=4 kΩ | CL=15 pF RL=280 Ω | CL=15 pF RL=280 Ω | CL=15 pF RL=2 kΩ | CL=15 pF RL=2 kΩ |       |

| Notes : |
| --- |

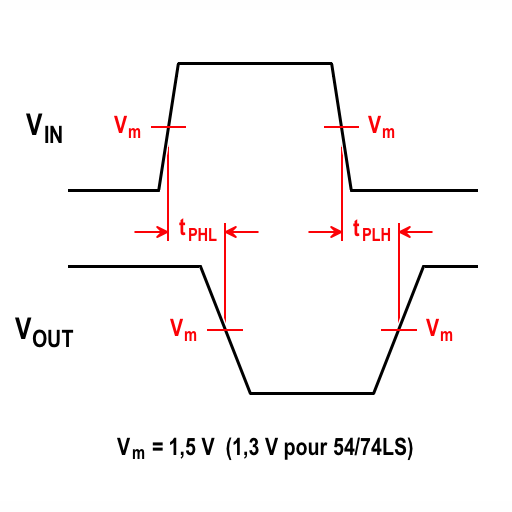
Définition des temps de propagation d'après Fairchild

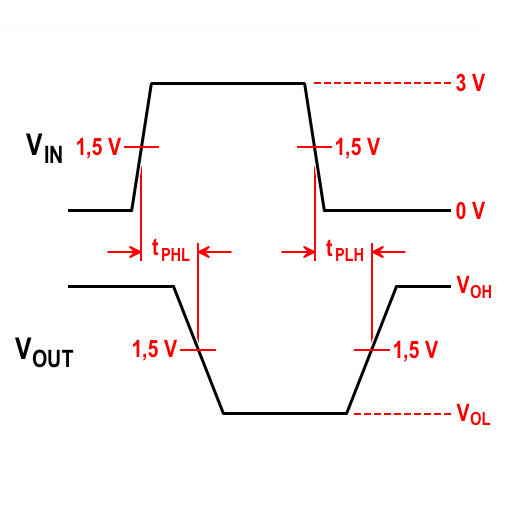
Définition des temps de propagation d'après Texas Instruments

| Valeurs mesurées à TA = 25 °C (température ambiante) et VCC = 5 V tPHL : temps de propagation au travers de la porte d'un signal logique produisant une transition haut→bas sur la sortie tPLH : temps de propagation au travers de la porte d'un signal logique produisant une transition bas→haut sur la sortie CL, RL : charge de test connectée à la sortie de la porte min. : valeur minimale typ. : valeur typique max. : valeur maximale |

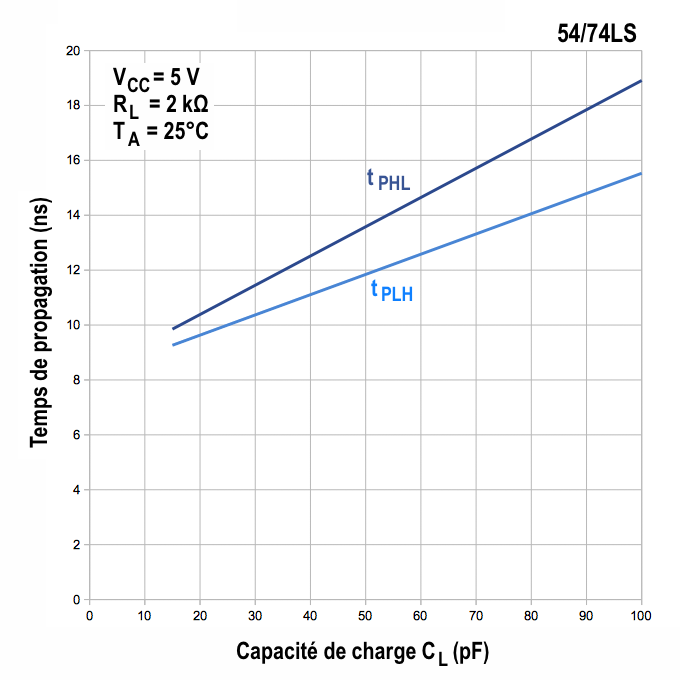
Évolution des temps de propagation des portes SN54/74LS00 (Low-power Schottky) en fonction de la capacité de charge C_{L}, d'après Texas Instruments.

### Consommation de courant
| Circuit     | ICCH | ICCH | ICCL | ICCL | Unité |
| Circuit     | typ. | max. | typ. | max. | Unité |
| ----------- | ---- | ---- | ---- | ---- | ----- |
| SN54/7400   | 4    | 8    | 12   | 22   | mA    |
| SN54/74LS00 | 0,8  | 1,6  | 2,4  | 4,4  | mA    |
| SN54/74S00  | 10   | 16   | 20   | 36   | mA    |

(D'après Texas Instruments.)
| Notes : |
| --- |
| ICCH : courant d'alimentation, sorties à l'état haut ICCL : courant d'alimentation, sorties à l'état bas typ. : valeur typique max. : valeur maximale |